# Andrzej Twerdochlib
Andrzej Twerdochlib (ur. 21 kwietnia 1936 w Ostrowi Mazowieckiej, zm. 13 grudnia 1991 w Gdańsku) – polski pisarz i scenarzysta.

## Życiorys
Studiował na Wydziale Mechanicznym Politechniki Wrocławskiej. Z wykształcenia był inżynierem, w latach 1957–1967 pracował – początkowo jako kierowca, a później jako kierownik bazy – w przedsiębiorstwach transportowych.
Zadebiutował jako pisarz w 1957 roku opowiadaniami publikowanymi w prasie. W latach 70. był kierownikiem literackim Teatru Lalek „Miniatura” w Gdańsku, a od roku 1977 kierownikiem literackim produkcji gdańskiego oddziału Poltelu.
Jego twórczość klasyfikuje się jako element nurtu małego realizmu. Najbardziej znanym scenariuszem, jaki napisał, jest scenariusz do filmu Najdłuższa wojna nowoczesnej Europy, ukazującego zmagania Wielkopolan z germanizacją w Prusach. Później na podstawie scenariusza napisał powieść Najdłuższa wojna.

## Twórczość (wybór)
- „Małe punkty”
- „Gwiazda sezonu”
- „Z braku dowodów”
- „Godzina za godziną”
- „Trzecia runda”
- „Znaki szczególne”
- „Jazda okrężna”
- „Sploty”
- „Najdłuższa wojna”
- „Pod parasolem”, Wydawnictwo Morskie 1983
- „Pan na Żuławach”
- „Jak się pozbyć czarnego kota”

## Odznaczenia i nagrody
- 1983 – odznaka „Zasłużony dla Kultury Polskiej”
- 1984 – Krzyż Kawalerski Orderu Odrodzenia Polski
- 1985 - Nagroda "Trybuny Ludu" I stopnia (1985)[2]